# Подольские епархиальные ведомости
«Подо́льские епархиа́льные ве́домости» (укр. Подільські єпархіальні відомості) — видання Подільської єпархії. Видавалися у 1862—1905 роках у Кам'янці-Подільському. Складалися з офіційної та неофіційної частини.

## Історія
Перше число побачило світ 1(13) січня 1862 року. Відомості виходили двічі на місяць, з 1880 — щотижня. Від січня 1906 року — «Православная Подолия».